# Люшево (Млавський повіт)
Люшево (пол. Luszewo) — село в Польщі, у гміні Радзанув Млавського повіту Мазовецького воєводства.
Населення — 201 особа (2011).
У 1975-1998 роках село належало до Цехановського воєводства.

## Демографія
Демографічна структура станом на 31 березня 2011 року:
|          | Загалом | Допрацездатний вік | Працездатний вік | Постпрацездатний вік |
| -------- | ------- | ------------------ | ---------------- | -------------------- |
| Чоловіки | 98      | 25                 | 60               | 13                   |
| Жінки    | 103     | 22                 | 45               | 36                   |
| Разом    | 201     | 47                 | 105              | 49                   |